# Сважендз
Сва̀жендз (на полски: Swarzędz; на немски: Schwersenz, Schwaningen) е град в Централна Полша, Великополско войводство, Познански окръг. Административен център е на градско-селската Сважендзка община. Заема площ от 8,58 км2.

## География
Градът е част от агломерацията на Познан. Разположен е в източните покрайнини на войводската столица край Сважендзкото езеро.

## История
Първото споменаване на селището в писмен документ датира от 1366 година. Градски права получава през 1638 година.
В периода (1975 – 1998) е в състава на Познанското войводство.

## Население
Населението на града възлиза на 30 739 души (2017 г.). Гъстотата е 3583 души/км2.

## Личности
Родени в града:
- Паулина Вилковска, полска писателка
- Филип Яфе, немски историк и филолог
- Роберт Зеверт, немски политик

## Градове партньори
- Ронебург, Германия
- Роненберг, Германия
- Duclair, Франция